# أم الطبول
أم الطبول هي قرية جزائرية ومركز بلدية السوارخ، تقع في ولاية الطارف، شمال شرق الجزائر، وتقع على بعد 10 كم غرب الحدود التونسية، بها المعبر الحدودي أم الطبول.